# 霍克西 (堪薩斯州)
霍克西（英語：Hoxie）是一個位於美國堪薩斯州謝里敦縣的城市。同時該地也是謝里敦縣的縣治。

## 地方資料
霍克西的座標為39°21′16″N 100°26′24″W / 39.35444°N 100.44000°W，而該地的海拔高度為827米（即2713英尺）。根據2010年美國人口普查，該地共人口1211人，而該地的面積約為2.23平方千米。